# Liste der Baudenkmale in Heeslingen
In der Liste der Baudenkmale in Heeslingen sind alle Baudenkmale der niedersächsischen Gemeinde Heeslingen aufgelistet. Die Quelle der  Baudenkmale ist der Denkmalatlas Niedersachsen. Der Stand der Liste ist der 20. Oktober 2020.

## Allgemein
In den Spalten befinden sich folgende Informationen:
- Lage: die Adresse des Baudenkmales und die geographischen Koordinaten. Kartenansicht, um Koordinaten zu setzen. In der Kartenansicht sind Baudenkmale ohne Koordinaten mit einem roten Marker dargestellt und können in der Karte gesetzt werden. Baudenkmale ohne Bild sind mit einem blauen Marker gekennzeichnet, Baudenkmale mit Bild mit einem grünen Marker.
- Bezeichnung: Bezeichnung des Baudenkmales
- Beschreibung: die Beschreibung des Baudenkmales. Unter § 3 Abs. 2 NDSchG werden Einzeldenkmale und unter § 3 Abs. 3 NDSchG Gruppen baulicher Anlagen und deren Bestandteile ausgewiesen.
- ID: die Objekt-ID des Baudenkmales
- Bild: ein Bild des Baudenkmales, ggf. zusätzlich mit einem Link zu weiteren Fotos des Baudenkmals im Medienarchiv Wikimedia Commons. Wenn man auf das Kamerasymbol klickt, können Fotos zu Baudenkmalen aus dieser Liste hochgeladen werden:

## Heeslingen

### Gruppe: Kirchhof St. Viti Heeslingen
Die Gruppe „Kirchhof St. Viti Heeslingen“ besteht aus dem Kirchhof mit der Kirche St. Vitus und dem Pfarrhaus. Die Gruppe hat die ID 51962091.

| Lage                                       | Bezeichnung | Beschreibung | ID       | Bild           |
| ------------------------------------------ | ----------- | --- | -------- | -------------- |
| Kirchstraße 18 53° 18′ 56″ N, 9° 20′ 25″ O | Kirche      | Einschiffige Saalkirche in Feldstein mit Satteldach; im 10. Jahrhundert Klosterkirche, in der heutigen Form vom 13. Jahrhundert; der frühere runde Westturm wurde 1897 durch einen Backsteinturm auf einem quadratischen Grundriss unter einem nach den Entwürfen von Heinrich Wilhelm Ludwig Wege aus Oldenburg errichtet | 31025220 | Weitere Bilder |
| Kirchstraße 16 53° 18′ 55″ N, 9° 20′ 21″ O | Pfarrhaus   | Traufständiges eingeschossiges Pfarrhaus vom ausgehenden 19. Jh. als Backsteingebäude mit Satteldach | 31025195 | BW             |
| Kirchstraße 18 53° 18′ 57″ N, 9° 20′ 25″ O | Kirchhof    | Grünfläche um die Kirche St. Vitus mit alten Grabmale und alten Baumbestand | 51962110 | BW             |

### Ehemalige Baudenkmale
| Lage                                         | Bezeichnung              | Beschreibung | ID       | Bild |
| -------------------------------------------- | ------------------------ | --- | -------- | ---- |
| Bremer Straße 14 53° 18′ 43″ N, 9° 19′ 47″ O | Sägewerk                 | Das historische Sägewerk wurde um 1995 abgebrochen und 1996 aus dem Denkmalverzeichnis entfernt.                                                                      | 31025129 | BW   |
| Jahnstraße 66 53° 18′ 43″ N, 9° 20′ 56″ O    | Wohn-/Wirtschaftsgebäude | 1848 wurde das Zweiständer-Hallenhaus unter einem Satteldach mit Reetdeckung errichtet. 2009 wurde das Gebäude abgebrochen und aus dem Denkmalverzeichnis gestrichen. | 31025148 | BW   |

## Meinstedt

### Einzelbaudenkmale
| Lage                                  | Bezeichnung              | Beschreibung                                                                                   | ID       | Bild |
| ------------------------------------- | ------------------------ | ---------------------------------------------------------------------------------------------- | -------- | ---- |
| Echtbein 4 53° 20′ 9″ N, 9° 19′ 15″ O | Wohn-/Wirtschaftsgebäude | Zweiständer-Hallenhaus aus der zweiten Hälfte des 19. Jahrhunderts in Fachwerk mit Satteldach, | 31025243 |      |

## Sassenholz

### Einzelbaudenkmale
| Lage                                         | Bezeichnung              | Beschreibung                                                                   | ID       | Bild |
| -------------------------------------------- | ------------------------ | ------------------------------------------------------------------------------ | -------- | ---- |
| Twistenbostel 2A 53° 21′ 11″ N, 9° 16′ 18″ O | Wohn-/Wirtschaftsgebäude | Zweiständer-Hallenhaus von 1882 in gleichmäßigem Gitterfachwerk mit Satteldach | 31025267 |      |

## Boitzen

### Einzelbaudenkmale
| Lage                                    | Bezeichnung | Beschreibung                                                                                         | ID       | Bild |
| --------------------------------------- | ----------- | --- | -------- | ---- |
| Mühlenweg 3 53° 20′ 22″ N, 9° 22′ 35″ O | Windmühle   | Galerieholländer als achteckiger Backsteinkorpus vom 19. Jahrhundert; nur der Mühlenstumpf erhalten. | 31025172 |      |

## Hanrade

### Einzelbaudenkmale
| Lage                                 | Bezeichnung | Beschreibung                                                                           | ID       | Bild |
| ------------------------------------ | ----------- | -------------------------------------------------------------------------------------- | -------- | ---- |
| Hanrade 2 53° 18′ 2″ N, 9° 24′ 45″ O | Speicher    | 1854 wurde der eingeschossige Speicher aus Feldstein unter einem Satteldach errichtet. | 31025405 | BW   |

## Weertzen

### Gruppe: Hofanlage, Bahnhofstraße  12
Die Gruppe „Hofanlage, Bahnhofstraße  12“ hat die ID 31019277.

| Lage                                        | Bezeichnung              | Beschreibung | ID       | Bild |
| ------------------------------------------- | ------------------------ | --- | -------- | ---- |
| Bahnhofstraße 12 53° 18′ 12″ N, 9° 23′ 3″ O | Wohn-/Wirtschaftsgebäude | Zweiständer-Hallenhaus von 1848 in Fachwerk, mit reetgedecktem Satteldach und mit regionaltypischen senkrechter Verbretterung in den oberen Giebeldreiecken | 31025291 | BW   |
| Bahnhofstraße 12 53° 18′ 11″ N, 9° 23′ 2″ O | Remise                   | Holzverschalter Gefügegebäude von um 1850 mit Satteldach | 31025313 | BW   |
| Bahnhofstraße 12 53° 18′ 12″ N, 9° 23′ 2″ O | Stall                    | langer Stall von um 1850 in Fachwerk mit Satteldach | 31025357 | BW   |
| Bahnhofstraße 12 53° 18′ 12″ N, 9° 23′ 3″ O | Scheune                  | Fachwerkgebäude mit Satteldach und Quereinfahrt von um 1850                                                                                                 | 31025335 | BW   |

### Einzelbaudenkmale
| Lage                                  | Bezeichnung              | Beschreibung                                                                           | ID       | Bild |
| ------------------------------------- | ------------------------ | -------------------------------------------------------------------------------------- | -------- | ---- |
| Im Dorf 30 53° 17′ 54″ N, 9° 23′ 7″ O | Wohn-/Wirtschaftsgebäude | Zweiständer-Hallenhaus von 1791 in gleichmäßigem Fachwerk mit reetgedecktem Satteldach | 31025429 |      |

### Ehemaliges Baudenkmal
| Lage                                    | Bezeichnung              | Beschreibung | ID       | Bild |
| --------------------------------------- | ------------------------ | --- | -------- | ---- |
| Kreuzberg 1 53° 17′ 55″ N, 9° 22′ 39″ O | Wohn-/Wirtschaftsgebäude | Das Zweiständer-Hallenhaus stand unter einem reetgedeckten Satteldach. Es wurde 2017 abgebrochen und dann aus dem Denkmalverzeichnis gestrichen. | 31025454 | BW   |

## Freyersen

### Einzelbaudenkmale
| Lage                                            | Bezeichnung              | Beschreibung | ID       | Bild |
| ----------------------------------------------- | ------------------------ | --- | -------- | ---- |
| Freyerser Straße 15 53° 17′ 7″ N, 9° 23′ 33″ O  | Wohnhaus                 | Fachwerkgebäude von 1864 mit Krüppelwalmdach mit Reetdeckung                                                                                  | 31025379 | BW   |
| Freyerser Straße 12 53° 17′ 41″ N, 9° 23′ 34″ O | Wohn-/Wirtschaftsgebäude | Zweiständer-Hallenhaus in Rasterfachwerk mit reetgedecktem Satteldach; wurde um 1710 in Heeslingen gebaut und um 1900 nach Freyersen versetzt | 31025109 |      |